# Something I Can Never Have
«Something I Can Never Have» (с англ. — «То, что я никогда не смогу иметь») — пятый трек индастриал-рок-группы Nine Inch Nails из дебютного альбома 1989 года Pretty Hate Machine.
«Деконструированная» версия песни была включена в концертный альбом And All That Could Have Been. Также было выпущено сопутствующее живое музыкальное видео с Джеромом Диллоном.
Изменённая версия песни (сделана совместно с Чарли Клоузером) была использована в фильме 1994 года «Прирожденные убийцы».

## Запись
Трент Резнор продюсировал трек в Лондоне вместе с Джоном Фрайером, хотя Резнор вроде как «отступил» от него. Он осознал, что продюсирование Фрайера придало треку «мечтательное качество», поскольку фортепиано сильно фильтровано и имеет большое количество реверберации.
В треке также присутствуют элементы неиспользованных минусовок This Mortal Coil, музыкального коллектива, в котором участвовал Фрайер; хотя изначально они были включены случайно, но Резнор и Фрайер посчитали, что они хорошо вписываются в трек.

## Композиция
Музыкально песня построена на минималистическом подходе, используя синтезаторы, звуковые эффекты и гитары для создания атмосферного и меланхоличного звукового ландшафта. Песня начинается с мягких, меланхоличных звуков синтезаторов, постепенно добавляя более интенсивные элементы по мере развития. Вокал Трента Резнора передает сильные эмоции, его исполнение варьируется от тихого, почти шепота до кричащих, эмоционально насыщенных криков. .
Строки: "I just want something I can never have" (Я просто хочу то, чего никогда не смогу иметь) подчёркивают конфликт между желаниями и реальностью. "You make this all go away" (Ты сделала то, чтобы это всё исчезло) говорят о том что, вся жизнь для героя держалась лишь на одном человеке. "I'm down to just one thing, and I'm starting to scare myself" (Я опустился лишь до одного, и я начинаю бояться самого себя) подразумевает то, что герою не остаётся ничего иного, как покончить жизнь самоубийством.

## Рецензии
Том Брейхан из Pitchfork Media дал положительную рецензию на песню, заявив, что песня демонстрирует «абсолютное мастерство» с «напуганной, минималистической фигурой фортепиано и несколькими приглушенными синтезаторными тонами, медленно, позволяя услышать статичные, далекие барабанные дроби и тихие маленькие контр-мелодии».
Когда песня была переиздана в 2006 году, Роб Митчам назвал ее калькой «Goodbye Blue Sky». В 2020 году Kerrang и Billboard поставили эту песню на седьмое и пятое места соответственно в своих списках величайших песен Nine Inch Nails.

## Кавер-версии
Кавер на эту песню был исполнен голландской дарквейв-группой Clan of Xymox в своём кавер-альбоме Kindred Spirits 2012 года и группой Flyleaf для саундтрека Underworld: Evolution.
В июле 2014 года Тори Эймос сделала кавер на песню во время своего тура Unrepentant Geraldines Tour.